# Macromedaeus quinquedentatus
Macromedaeus quinquedentatus is een krabbensoort uit de familie van de Xanthidae. De wetenschappelijke naam van de soort is voor het eerst geldig gepubliceerd in 1843 door Krauss.